# Antonia den Ældre
Antonia den Ældre (født august/september 39 f.Kr.) var en niece til den første romerske kejser, Augustus, som den ældste datter af Octavia den Yngre og hendes anden mand, Marcus Antonius. Hun blev gift med Lucius Domitius Ahenobarbus og var farmor til kejser Nero.

## Biografi
Antonia blev født i Athen, Grækenland, og efter 36 f.Kr. blev hun, hendes søskende og hendes mor bragt til Rom. Hun blev opdraget af sin mor, sin onkel og sin tante Livia Drusilla. Ifølge Cassius Dio tillod Augustus efter hendes fars død hende og hendes yngre søster, Antonia den Yngre, at drage fordel af deres fars ejendom i Rom. Selvom man ikke ved meget om hende, blev Antonia holdt i høj anseelse ligesom sin søster Antonia den Yngre, moderen til kejser Claudius, som blev hyldet for hendes skønhed og dyd.

## Børn
Omkring 23 f.Kr. ægtede Antonia konsulen Lucius Domitius Ahenobarbus. Tre af deres børn er kendt med sikkerhed:
- Domitia den Ældre - samtdige kilder omtaler hende som Domitia. Hun blev gift med konsulen Decimus Haterius Agrippa og fødte ham sønnen Quintus Haterius Antoninus. Domitia ægtede senere Gaius Sallustius Crispus Passienus, konsul 27 e.Kr., prokonsul i Asien og konsul i 44 e.Kr.
- Gnaeus Domitius Ahenobarbus - konsul i 32 e.Kr., han ægtede sin kusine, Germanicus' datter Agrippina den Yngre, i 28 e.Kr. Agrippina og Domitius var forældre til kejser Nero. Han blev ramt af Tiberius' anklager, men reddet af kejserens død (Sveton Nero 5) og levede videre nogle år længere under Caligulas regeringstid, indtil han døde i 40 e.Kr.
- Domitia Lepida - hun blev først gift med sin fætter, konsulen Marcus Valerius Messalla Barbatus, som hun fødte datteren Valeria Messalina, senere kejserinde som tredje hustru til kejser Claudius. Efter sin første mands død giftede hun sig med Faustus Cornelius Sulla Lucullus, konsul i 31 e.Kr., og fik en søn med ham, Faustus Cornelius Sulla Felix (som blev konsul i 52 e.Kr.). I begyndelsen af Claudius ' regeringstid ægtede hun Appius Junius Silanus, konsul i 28 e.Kr., som blev henrettet i 42 e.Kr. Hun overlevede sin datter, Messalina.

Det er også sandsynligt, at de havde en anden søn ved navn Lucius Domitius Ahenobarbus (født mellem 20 og 17 f.Kr.), og muligvis også en tredje datter (født omkring 23 f.Kr.). Syme mener, det er muligt, at datteren kan have nået at gifte sig og få børn, men var sandsynligvis død inden Caligulas tronbestigelse.

## Kulturelle skildringer
Mange historikere mener, at Ara Pacis (et alter fra Augustus-æraen) viser Gnaeus Domitius Ahenobarbus og hans ældre søster. Kvinden bag Domitia og Domitius er angiveligt deres mor Antonia den Ældre, og manden ved siden af Antonia den Ældre er angiveligt hendes mand Lucius Domitius Ahenobarbus, sådan identificeret i 1903 af Alfred von Domaszewski. Imidlertid blev den eneste søn af Antonia og Ahenobarbus født i 1 f.Kr., hvilket er efter at Ara Pacis blev færdiggjort og indviet. Det betyder, at drengen på frisen ikke kan være den berømte Gnaeus (far til Nero). Sir Ronald Syme har hævdet, at de to børn faktisk er en glemt ældre søn Lucius og en anden ukendt søster. I virkeligheden ser hele familien ud til at være en anden familie, sandsynligvis familien til en af Augustus' tre andre niecer. Vi ved meget om de fødte børn og de børn, der ikke overlevede i den kejserlige familie. Gnaeus blev født i 1 f.Kr. og havde to ældre søstre. Ingen bevarede kilde nævner ældre søskende, der døde i deres barndom, hvorimod der er andre grene af den kejserlige familie, der havde præcis en søn og en datter mellem 21-15 f.Kr.